# John Krance
John Paul Krance (Bridgeport, 25 juni 1934 – Arlington, 23 oktober 1989) was een Amerikaanse componist en arrangeur. 

## Levensloop
Krance studeerde aan de bekende Eastman School of Music in Rochester en behaalde aldaar zijn diploma's. Vervolgens was hij als arrangeur verbonden aan de United States Army Field Band in Washington D.C.. Daarna was hij medewerker bij de Amerikaanse omroep, televisie en werkte ook voor filmmaatschappijen. 
Hij bewerkte een groot aantal klassieke werken voor harmonieorkest: 
| Componist                | Titel                                                      | Instrumentatie                        |
| ------------------------ | ---------------------------------------------------------- | ------------------------------------- |
| Leonard Bernstein        | Danzon - Third Sailor's Dance from the Ballet "Fancy free" | voor harmonieorkest                   |
| Niels Wilhelm Gade       | Jalousie                                                   | voor harmonieorkest                   |
| George Gershwin          | An American in Paris                                       | voor harmonieorkest                   |
| George Gershwin          | Second prelude from "Three preludes"                       | voor harmonieorkest                   |
| Earle Hagen              | Harlem Nocturne                                            | voor harmonieorkest                   |
| Jerry Herman             | Selections from "Mame"                                     | voor harmonieorkest                   |
| Ernesto Lecuona          | Danza lucumi from "Danzas Afro-Cubanas"                    | voor harmonieorkest                   |
| Wolfgang Amadeus Mozart  | Overture to "Titus" (La clemenza di Tito)                  | voor harmonieorkest                   |
| Carl Orff                | Carmina Burana Suite, "Cantiones profanae"                 | voor harmonieorkest                   |
| Cole Porter              | Night and Day                                              | voor harmonieorkest                   |
| Alfred Sadel/Terig Tucci | Lola Flores Paso doble                                     | voor harmonieorkest                   |
| Joaquín Turina           | Five Miniatures                                            | voor harmonieorkest                   |
| Heitor Villa-Lobos       | Bachianas Brasileiras nr. 5 - Aria (Cantilena)             | voor klarinetkoor                     |
| Heitor Villa-Lobos       | Bachianas Brasileiras nr. 5 - Aria (Cantilena)             | voor strijkorkest                     |
| Antonio Vivaldi          | Concert in C majeur                                        | voor piccolo (solo) en harmonieorkest |

, maar schreef ook eigen werken voor verschillende genres.

## Composities

### Werken voor orkest
- 1965 Epitaphs, voor orkest

### Werken voor harmonieorkest
- 1960 Covered Wagon
- 1963 The Sagebrush Trail
- 1964 Prelude to Christmas
- 1968 Broadway Curtain Time - A Medley of Broadway Hits
- 1969 Broadway Minstrel Medley
- Dialogue, voor trompet en harmonieorkest
- Drummers Delight
- Scenario
- Symphonic Fanfares

### Vocale muziek

#### Werken voor koor
- 1960 The sound of Christmas - Deck the Halls, voor gemengd koor en orkest

### Werken voor piano
- 1960 Sundown on the Prairie